# Lombraña
Lombraña es la capital del municipio de Polaciones (Cantabria, España). Se encuentra a 102 kilómetros de la capital regional. En el año 2024 contaba con una población de 14 habitantes (INE). Celebra la festividad de San Sebastián el 20 de enero. Está a 900 metros de altitud sobre el nivel del mar. Se encuentra sobre una altura al pie de Peña Labra. Comparte con Salceda y Tresabuela el Lote Bárcena y Verdugal, de caza mayor, perteneciente a la Reserva Nacional de Caza del Saja.

## Historia
Perteneció en 1185 a la Orden de Santiago. Es una de las localidades que aparecen mencionadas en el Becerro de las Behetrías de Castilla (1351), como perteneciente a la Merindad de Liébana.

## Personajes ilustres
Aquí nació el político Miguel Ángel Revilla, fundador del Partido Regionalista de Cantabria y presidente de la Comunidad Autónoma de Cantabria desde el año 2003 al 2011, y posteriormente entre 2015 y 2023.

## Patrimonio
En Lombraña, junto a la carretera autonómica local CA-863, que asciende a Tresabuela desde Puente Pumar, se sitúa una hermosa casona restaurada convertida en posada rural, construida con grandes piedras de sillería en dos colores, que se asemejan a la fachada de un damero. Se trata de la Casa de La Cotera o casa del Conde Rábago, Bien Inventariado incluido en el Inventario General del Patrimonio Cultural de Cantabria desde 2004. Data del siglo XVIII.
También en Lombraña podemos encontrar una pequeña iglesia que conserva una ventana románica en su ábside, arco de medio punto con capiteles rústicos. Esta iglesia es la única del municipio en que se encuentran vestigios románicos. El resto de la fábrica es de los siglos XVI y XVII. Tiene un retablo del XVIII.